# Совиль, Никола
Никола «Нина» Совиль (серб. Никола "Нина" Совиљ; 23 октября 1919, Губавчево-Поле — ночь с 9 на 10 августа 1944, Ораховица) — югославский партизан, участник Народно-освободительной войны, Народный герой Югославии.

## Биография
Родился 23 октября 1919 года в селе Губавчево-Поле близ Грачаца. До Второй мировой войны был крестьянином, занимался земледелием. В 1941 году вступил в партизанские войска Иосипа Броза Тито, через год был принят в Компартию Югославии. Служил в 3-й ликской пролетарской ударной бригаде, был заместителем командира. Пал в ночь с 9 на 10 августа 1944 года в битве против немецких войск 7-й дивизии СС. Посмертно награждён званием Народного героя Югославии 13 марта 1945 года.